# Teguramori Hiroshi
Hiroshi Teguramori (sinh ngày 14 tháng 11 năm 1967) là một cầu thủ bóng đá người Nhật Bản.

## Sự nghiệp câu lạc bộ
Hiroshi Teguramori đã từng chơi cho Kashima Antlers và Montedio Yamagata.